# Saison 2016-2017 du Magic d'Orlando
La saison 2016-2017 du Magic d'Orlando est la 28e saison de la franchise en NBA.

## Draft
| Tour | Choix | Joueur            | Poste  | Nationalité | Provenance    |
| ---- | ----- | ----------------- | ------ | ----------- | ------------- |
| 2    | 41    | Stephen Zimmerman | PF / C | États-Unis  | Rebels d'UNLV |

## Summer League
| Summer League Total: 5-4 |

| Match | Date match | Équipe        | Score        | Meilleur marqueur   | Meilleur rebondeur | Meilleur passeur    | Lieux        | Série |
| ----- | ---------- | ------------- | ------------ | ------------------- | ------------------ | ------------------- | ------------ | ----- |
| 1     | 2 juillet  | Charlotte     | V 79-74      | Arinze Onuaku (16)  | Arinze Onuaku (8)  | Brandon Fields (4)  | Amway Center | 1 - 0 |
| 2     | 4 juillet  | Dallas        | V 92-85      | Fields, Graham (14) | Arinze Onuaku (9)  | Dentmon, Garino (5) | Amway Center | 2 - 0 |
| 3     | 6 juillet  | New York      | V 95-90      | Treveon Graham (19) | Arinze Onuaku (13) | 3 joueurs (3)       | Amway Center | 3 - 0 |
| 4     | 7 juillet  | L.A. Clippers | V 79-69      | Treveon Graham (24) | Arinze Onuaku (7)  | Justin Dentmon (4)  | Amway Center | 4 - 0 |
| 5     | 8 juillet  | Détroit       | V 87-84 (OT) | Kevin Murphy (19)   | Arinze Onuaku (12) | Justin Dentmon (9)  | Amway Center | 5 - 0 |

| Match | Date match | Équipe  | Score   | Meilleur marqueur       | Meilleur rebondeur     | Meilleur passeur | Lieux        | Série |
| ----- | ---------- | ------- | ------- | ----------------------- | ---------------------- | ---------------- | ------------ | ----- |
| 1     | 2 juillet  | Indiana | D 66-93 | Roy Marble (12)         | Anderson, Poirier (5)  | Nick Johnson (8) | Amway Center | 0 - 1 |
| 2     | 4 juillet  | Détroit | D 68-73 | Nick Johnson (19)       | Vincent Poirier (11)   | Nick Johnson (4) | Amway Center | 0 - 2 |
| 3     | 5 juillet  | Miami   | D 68-84 | Johnson, Zimmerman (10) | Stephen Zimmerman (10) | Nick Johnson (8) | Amway Center | 0 - 3 |
| 4     | 7 juillet  | Dallas  | D 96-94 | Roy Marble (21)         | Okaro White (10)       | Nick Johnson (9) | Amway Center | 1 - 3 |
| 5     | 8 juillet  | Indiana | D 79-85 | Nick Johnson (20)       | Okaro White (7)        | Nick Johnson (8) | Amway Center | 1 - 4 |

## Pré-saison
| Pré-saison Total: 2-5 (Domicile : 2-2 ; Extérieur : 0-3) |

| Match | Date match | Équipe           | Score          | Meilleur marqueur  | Meilleur rebondeur   | Meilleur passeur   | Lieux Spectateurs       | Série |
| ----- | ---------- | ---------------- | -------------- | ------------------ | -------------------- | ------------------ | ----------------------- | ----- |
| 1     | 3 octobre  | @ Memphis        | D 97-102       | Evan Fournier (18) | Bismack Biyombo (10) | Nikola Vučević (5) | FedEx Forum             | 0 - 1 |
| 2     | 5 octobre  | @ Cleveland      | D 102-117      | Jeff Green (19)    | Trois joueurs (5)    | Nick Jonhson (5)   | Quicken Loans Arena     | 0 - 2 |
| 3     | 12 octobre | San Antonio      | D 89-95        | Evan Fournier (20) | Gordon, Vučević (10) | Trois joueurs (3)  | Amway Center            | 0 - 3 |
| 4     | 14 octobre | Indiana          | V 114-106      | Serge Ibaka (19)   | Serge Ibaka (17)     | C. J. Watson (10)  | Amway Center            | 1 - 3 |
| 5     | 16 octobre | Atlanta          | D 98-105       | Serge Ibaka (25)   | Bismack Biyombo (19) | Elfrid Payton (5)  | Amway Center            | 1 - 4 |
| 6     | 18 octobre | @ Miami          | D 77-107       | Serge Ibaka (15)   | Serge Ibaka (9)      | Elfrid Payton (4)  | American Airlines Arena | 1 - 5 |
| 7     | 20 octobre | Nouvelle-Orléans | V 114-111 (OT) | Evan Fournier (24) | Nikola Vučević (12)  | Elfrid Payton (12) | Amway Center            | 2 - 5 |

## Saison régulière
| Saison régulière Total: 29-53 (Domicile : 16-25 ; Extérieur : 13-28) |

| Match | Date match | Équipe      | Score    | Meilleur marqueur  | Meilleur rebondeur  | Meilleur passeur     | Lieux Spectateurs          | Série |
| ----- | ---------- | ----------- | -------- | ------------------ | ------------------- | -------------------- | -------------------------- | ----- |
| 1     | 26 octobre | Miami       | D 96-108 | Evan Fournier (20) | Nikola Vučević (14) | Elfrid Payton (5)    | Amway Center               | 0 - 1 |
| 2     | 28 octobre | @ Détroit   | D 82-108 | Aaron Gordon (17)  | Nikola Vučević (14) | Elfrid Payton (6)    | The Palace of Auburn Hills | 0 - 2 |
| 3     | 29 octobre | @ Cleveland | D 99-105 | Evan Fournier (22) | Jeff Green (10)     | Fournier, Payton (5) | Quicken Loans Arena        | 0 - 3 |

| Match | Date match   | Équipe          | Score     | Meilleur marqueur    | Meilleur rebondeur   | Meilleur passeur   | Lieux Spectateurs         | Série  |
| ----- | ------------ | --------------- | --------- | -------------------- | -------------------- | ------------------ | ------------------------- | ------ |
| 4     | 1er novembre | @ Philadelphie  | V 103-101 | Nikola Vučević (24)  | Nikola Vučević (14)  | Elfrid Payton (10) | Wells Fargo Center        | 1 - 3  |
| 5     | 3 novembre   | Sacramento      | V 102-94  | Evan Fournier (29)   | Aaron Gordon (10)    | Elfrid Payton (11) | Amway Center              | 2 - 3  |
| 6     | 5 novembre   | Washington      | V 88-86   | Jeff Green (18)      | Bismack Biyombo (12) | D.J. Augustin (5)  | Amway Center              | 3 - 3  |
| 7     | 7 novembre   | @ Chicago       | D 80-112  | Aaron Gordon (15)    | Bismack Biyombo (7)  | Elfrid Payton (6)  | United Center             | 3 - 4  |
| 8     | 9 novembre   | Minnesota       | D 107-123 | Nikola Vučević (24)  | Nikola Vučević (14)  | Elfrid Payton (7)  | Amway Center              | 3 - 5  |
| 9     | 11 novembre  | Utah            | D 74-87   | Evan Fournier (21)   | Serge Ibaka (9)      | Evan Fournier (4)  | Amway Center              | 3 - 6  |
| 10    | 13 novembre  | @ Oklahoma City | V 119-117 | Serge Ibaka (31)     | Serge Ibaka (9)      | Elfrid Payton (9)  | Chesapeake Energy Arena   | 4 - 6  |
| 11    | 14 novembre  | @ Indiana       | D 69-88   | Evan Fournier (14)   | Serge Ibaka (13)     | Trois joueurs (2)  | Bankers Life Fieldhouse   | 4 - 7  |
| 12    | 16 novembre  | New Orleans     | V 89-82   | Ibaka, Fournier (16) | Nikola Vučević (14)  | Elfrid Payton (4)  | Amway Center              | 5 - 7  |
| 13    | 19 novembre  | Dallas          | V 95-87   | D.J. Augustin (18)   | Nikola Vučević (12)  | D.J. Augustin (6)  | Amway Center              | 6 - 7  |
| 14    | 21 novembre  | @ Milwaukee     | D 89-93   | Serge Ibaka (21)     | Nikola Vučević (11)  | Elfrid Payton (7)  | BMO Harris Bradley Center | 6 - 8  |
| 15    | 23 novembre  | Phoenix         | D 87-92   | Evan Fournier (25)   | Nikola Vučević (13)  | Elfrid Payton (7)  | Amway Center              | 6 - 9  |
| 16    | 25 novembre  | Washington      | D 91-94   | Serge Ibaka (19)     | Nikola Vučević (17)  | Elfrid Payton (5)  | Amway Center              | 6 - 10 |
| 17    | 27 novembre  | Milwaukee       | D 96-104  | Evan Fournier (27)   | Nikola Vučević (16)  | Evan Fournier (7)  | Amway Center              | 6 - 11 |
| 18    | 29 novembre  | @ San Antonio   | V 95-83   | Serge Ibaka (18)     | Nikola Vučević (10)  | Evan Fournier (7)  | AT&T Center               | 7 - 11 |

| Match | Date match   | Équipe         | Score           | Meilleur marqueur      | Meilleur rebondeur   | Meilleur passeur     | Lieux Spectateurs       | Série   |
| ----- | ------------ | -------------- | --------------- | ---------------------- | -------------------- | -------------------- | ----------------------- | ------- |
| 19    | 1er décembre | @ Memphis      | D 94-95         | Evan Fournier (28)     | Bismack Biyombo (14) | Elfrid Payton (5)    | FedExForum              | 7 - 12  |
| 20    | 2 décembre   | @ Philadelphie | V 105-88        | Aaron Gordon (20)      | Bismack Biyombo (13) | Nikola Vučević (5)   | Wells Fargo Center      | 8 - 12  |
| 21    | 4 décembre   | @ Détroit      | V 98-92         | Serge Ibaka (21)       | Nikola Vučević (8)   | Ibaka, Biyombo (4)   | Palace of Auburn Hills  | 9 - 12  |
| 22    | 6 décembre   | @ Washington   | V 124-116       | Elfrid Payton (25)     | Bismack Biyombo (13) | Elfrid Payton (9)    | Verizon Center          | 10 - 12 |
| 23    | 7 décembre   | Boston         | D 87-117        | D. J. Augustin (15)    | Nikola Vučević (10)  | Evan Fournier (5)    | Amway Center            | 10 - 13 |
| 24    | 9 décembre   | @ Charlotte    | D 88-109        | Evan Fournier (14)     | Serge Ibaka (7)      | Elfrid Payton (6)    | Time Warner Cable Arena | 10 - 14 |
| 25    | 10 décembre  | Denver         | D 113-121       | Evan Fournier (24)     | Gordon, Biyombo (6)  | D. J. Augustin (7)   | Amway Center            | 10 - 15 |
| 26    | 13 décembre  | @ Atlanta      | V 131-120       | Serge Ibaka (29)       | Bismack Biyombo (9)  | Elfrid Payton (14)   | Philips Arena           | 11 - 15 |
| 27    | 14 décembre  | L. A. Clippers | D 108-113       | Aaron Gordon (33)      | Bismack Biyombo (12) | Elfrid Payton (12)   | Amway Center            | 11 - 16 |
| 28    | 16 décembre  | Brooklyn       | V 118-111       | Fournier, Vučević (21) | Vučević, Ibaka (10)  | Elfrid Payton (5)    | Amway Center            | 12 - 16 |
| 29    | 18 décembre  | Toronto        | D 79-109        | Evan Fournier (15)     | Bismack Biyombo (12) | Fournier, Payton (3) | Amway Center            | 12 - 17 |
| 30    | 20 décembre  | @ Miami        | V 136-130 (OT2) | Fournier, Vučević (26) | Nikola Vučević (12)  | Augustin, Payton (6) | American Airlines Arena | 13 - 17 |
| 31    | 22 décembre  | @ New York     | D 95-106        | Serge Ibaka (23)       | Serge Ibaka (10)     | Nikola Vučević (6)   | Madison Square Garden   | 13 - 18 |
| 32    | 23 décembre  | L. A. Lakers   | V 109-90        | Elfrid Payton (25)     | Serge Ibaka (11)     | Elfrid Payton (9)    | Amway Center            | 14 - 18 |
| 33    | 26 décembre  | Memphis        | V 112-102       | Aaron Gordon (30)      | Bismack Biyombo (12) | Augustin, Payton (7) | Amway Center            | 15 - 18 |
| 34    | 28 décembre  | Charlotte      | D 101-120       | Nikola Vučević (21)    | Serge Ibaka (7)      | Trois joueurs (4)    | Amway Center            | 15 - 19 |

| Match | Date match  | Équipe             | Score          | Meilleur marqueur   | Meilleur rebondeur   | Meilleur passeur    | Lieux Spectateurs       | Série   |
| ----- | ----------- | ------------------ | -------------- | ------------------- | -------------------- | ------------------- | ----------------------- | ------- |
| 35    | 1er janvier | @ Indiana          | D 104-117      | Nikola Vučević (18) | Nikola Vučević (11)  | Elfrid Payton (7)   | Bankers Life Fieldhouse | 15 - 20 |
| 36    | 2 janvier   | @ New York         | V 115-103      | Jodie Meeks (23)    | Nikola Vučević (13)  | Elfrid Payton (14)  | Madison Square Garden   | 16 - 20 |
| 37    | 4 janvier   | Atlanta            | D 92-111       | Gordon, Payton (15) | Serge Ibaka (11)     | Payton, Vučević (6) | Amway Center            | 16 - 21 |
| 38    | 6 janvier   | Houston            | D 93-100       | D. J. Augustin (19) | Ibaka, Vučević (12)  | Aaron Gordon (7)    | Amway Center            | 16 - 22 |
| 39    | 8 janvier   | @ L.A. Lakers      | D 95-111       | Trois joueurs (19)  | Bismack Biyombo (11) | D.J. Augustin (8)   | Staples Center          | 16 - 23 |
| 40    | 11 janvier  | @ L.A. Clippers    | D 96-105       | Aaron Gordon (28)   | Nikola Vučević (12)  | Nikola Vučević (4)  | Staples Center          | 16 - 24 |
| 41    | 13 janvier  | @ Portland         | V 115-109      | Nikola Vučević (30) | Ibaka, Vučević (10)  | Elfrid Payton (7)   | Moda Center             | 17 - 24 |
| 42    | 14 janvier  | @ Utah             | D 107-114      | Elfrid Payton (28)  | Elfrid Payton (9)    | Elfrid Payton (9)   | Vivint Smart Home Arena | 17 - 25 |
| 43    | 16 janvier  | @ Denver           | D 112-125      | Elfrid Payton (20)  | Bismack Biyombo (9)  | Elfrid Payton (12)  | Pepsi Center            | 17 - 26 |
| 44    | 18 janvier  | @ Nouvelle-Orléans | D 98-118       | Gordon, Payton (14) | Vučević, Gordon (8)  | Nikola Vučević (5)  | Smoothie King Center    | 17 - 27 |
| 45    | 20 janvier  | Milwaukee          | V 112-96       | Elfrid Payton (20)  | Bismack Biyombo (13) | D. J. Augustin (8)  | Amway Center            | 18 - 27 |
| 46    | 22 janvier  | Golden State       | D 98-118       | Elfrid Payton (23)  | Bismack Biyombo (14) | Elfrid Payton (10)  | Amway Center            | 18 - 28 |
| 47    | 24 janvier  | Chicago            | D 92-100       | Nikola Vučević (20) | Vučević, Ibaka (8)   | C. J. Watson (6)    | Amway Center            | 18 - 29 |
| 48    | 27 janvier  | @ Boston           | D 98-128       | Vučević, Rudež (14) | Vučević, Biyombo (7) | Elfrid Payton (7)   | TD Garden               | 18 - 30 |
| 49    | 29 janvier  | @ Toronto          | V 114-113      | Nikola Vučević (25) | Nikola Vučević (10)  | Elfrid Payton (10)  | Air Canada Centre       | 19 - 30 |
| 50    | 30 janvier  | @ Minnesota        | D 105-111 (OT) | Elfrid Payton (21)  | Nikola Vučević (11)  | Nikola Vučević (5)  | Target Center           | 19 - 31 |

| Match               | Date match  | Équipe       | Score     | Meilleur marqueur    | Meilleur rebondeur  | Meilleur passeur     | Lieux Spectateurs        | Série   |
| ------------------- | ----------- | ------------ | --------- | -------------------- | ------------------- | -------------------- | ------------------------ | ------- |
| 51                  | 1er février | Indiana      | D 88-98   | Serge Ibaka (20)     | Nikola Vučević (15) | Nikola Vučević (5)   | Amway Center             | 19 - 32 |
| 52                  | 3 février   | Toronto      | V 102-94  | Fournier, Ibaka (20) | Serge Ibaka (12)    | Elfrid Payton (6)    | Amway Center             | 20 - 32 |
| 53                  | 4 février   | @ Atlanta    | D 86-113  | Aaron Gordon (16)    | Nikola Vučević (7)  | Quatre joueurs (3)   | Philips Arena            | 20 - 33 |
| 54                  | 7 février   | @ Houston    | D 104-128 | Serge Ibaka (28)     | Nikola Vučević (19) | Elfrid Payton (8)    | Toyota Center            | 20 - 34 |
| 55                  | 9 février   | Philadelphie | D 111-112 | Evan Fournier (24)   | Nikola Vučević (11) | Evan Fournier (8)    | Amway Center             | 20 - 35 |
| 56                  | 11 février  | @ Dallas     | D 80-112  | Bismack Biyombo (15) | Nikola Vučević (10) | C. J. Watson (5)     | American Airlines Center | 20 - 36 |
| 57                  | 13 février  | @ Miami      | V 116-107 | Evan Fournier (24)   | Nikola Vučević (17) | Fournier, Payton (4) | American Airlines Arena  | 21 - 36 |
| 58                  | 15 février  | San Antonio  | D 79-107  | Nikola Vučević (16)  | Nikola Vučević (10) | Evan Fournier (5)    | Amway Center             | 21 - 37 |
| All-Star Break 2017 |             |              |           |                      |                     |                      |                          |         |
| 59                  | 23 février  | Portland     | D 103-112 | Nikola Vučević (25)  | Gordon, Vučević (9) | Jeff Green (4)       | Amway Center             | 21 - 38 |
| 60                  | 25 février  | Atlanta      | V 105-86  | Terrence Ross (24)   | Nikola Vučević (14) | Elfrid Payton (9)    | Amway Center             | 22 - 38 |

| Match | Date match | Équipe         | Score          | Meilleur marqueur   | Meilleur rebondeur   | Meilleur passeur   | Lieux Spectateurs          | Série   |
| ----- | ---------- | -------------- | -------------- | ------------------- | -------------------- | ------------------ | -------------------------- | ------- |
| 61    | 1er mars   | New York       | D 90-101       | Evan Fournier (22)  | Nikola Vučević (10)  | Elfrid Payton (4)  | Amway Center               | 22 - 39 |
| 62    | 3 mars     | Miami          | V 110-99       | Nikola Vučević (25) | Gordon, Payton (10)  | Elfrid Payton (8)  | Amway Center               | 23 - 39 |
| 63    | 5 mars     | @ Washington   | D 114-115      | Terrence Ross (20)  | Bismack Biyombo (15) | D.J. Augustin (4)  | Verizon Center             | 23 - 40 |
| 64    | 6 mars     | New York       | D 105-113      | Evan Fournier (25)  | Bismack Biyombo (14) | Elfrid Payton (10) | Amway Center               | 23 - 41 |
| 65    | 8 mars     | Chicago        | V 98-91        | Elfrid Payton (22)  | Elfrid Payton (14)   | Elfrid Payton (14) | Amway Center               | 24 - 41 |
| 66    | 10 mars    | @ Charlotte    | D 81-121       | Aaron Gordon (20)   | Bismack Biyombo (10) | Elfrid Payton (12) | Spectrum Center            | 24 - 42 |
| 67    | 11 mars    | Cleveland      | D 104-116      | Nikola Vučević (20) | Nikola Vučević (16)  | Elfrid Payton (6)  | Amway Center               | 24 - 43 |
| 68    | 13 mars    | @ Sacramento   | D 115-120      | Nikola Vučević (23) | Elfrid Payton (10)   | Elfrid Payton (13) | Golden 1 Center            | 24 - 44 |
| 69    | 16 mars    | @ Golden State | D 92-122       | Green, Payton (13)  | Bismack Biyombo (10) | Nikola Vučević (4) | Oracle Arena               | 24 - 45 |
| 70    | 17 mars    | @ Phoenix      | V 109-103      | Evan Fournier (25)  | Nikola Vučević (17)  | Elfrid Payton (11) | Talking Stick Resort Arena | 25 - 45 |
| 71    | 20 mars    | Philadelphie   | V 112-109 (OT) | Nikola Vučević (26) | Vučević, Payton (13) | Gordon, Payton (4) | Amway Center               | 26 - 45 |
| 72    | 22 mars    | Charlotte      | D 102-109      | Terrence Ross (19)  | Nikola Vučević (12)  | Nikola Vučević (8) | Amway Center               | 26 - 46 |
| 73    | 24 mars    | Détroit        | V 115-87       | Terrence Ross (18)  | Elfrid Payton (11)   | Elfrid Payton (10) | Amway Center               | 27 - 46 |
| 74    | 27 mars    | @ Toronto      | D 112-131      | Elfrid Payton (22)  | Nikola Vučević (15)  | Elfrid Payton (9)  | Air Canada Centre          | 27 - 47 |
| 75    | 29 mars    | Oklahoma City  | D 106-114 (OT) | Evan Fournier (24)  | Nikola Vučević (16)  | Elfrid Payton (8)  | Amway Center               | 27 - 48 |
| 76    | 31 mars    | @ Boston       | D 116-117      | Aaron Gordon (32)   | Aaron Gordon (16)    | Elfrid Payton (15) | TD Garden                  | 27 - 49 |

| Match | Date match | Équipe      | Score     | Meilleur marqueur      | Meilleur rebondeur    | Meilleur passeur   | Lieux Spectateurs   | Série   |
| ----- | ---------- | ----------- | --------- | ---------------------- | --------------------- | ------------------ | ------------------- | ------- |
| 77    | 1er avril  | @ Brooklyn  | D 111-121 | Nikola Vučević (27)    | Aaron Gordon (15)     | Elfrid Payton (11) | Barclays Center     | 27 - 50 |
| 78    | 4 avril    | @ Cleveland | D 102-122 | Evan Fournier (21)     | Vučević, Biyombo (10) | Payton, Watson (6) | Quicken Loans Arena | 27 - 51 |
| 79    | 6 avril    | Brooklyn    | V 115-107 | Elfrid Payton (22)     | Nikola Vučević (12)   | Elfrid Payton (11) | Amway Center        | 28 - 51 |
| 80    | 8 avril    | Indiana     | D 112-127 | Terrence Ross (29)     | Nikola Vučević (10)   | Elfrid Payton (10) | Amway Center        | 28 - 52 |
| 81    | 10 avril   | @ Chicago   | D 75-122  | Fournier, Vučević (14) | Nikola Vučević (10)   | Elfrid Payton (4)  | United Center       | 28 - 53 |
| 82    | 12 avril   | Détroit     | V 113-109 | Aaron Gordon (32)      | Aaron Gordon (12)     | Elfrid Payton (13) | Amway Center        | 29 - 53 |

## Confrontations
| Conférence Est      | Conférence Est                               | Conférence Est                               | Conférence Est                               | Conférence Est                               | Conférence Ouest                             | Conférence Ouest                             | Conférence Ouest                             |
| Division Atlantique | Division Atlantique                          | Division Atlantique                          | Division Atlantique                          | Division Atlantique                          | Division Nord-Ouest                          | Division Nord-Ouest                          | Division Nord-Ouest                          |
| Équipe              | Domicile                                     | Domicile                                     | Extérieur                                    | Extérieur                                    | Équipe                                       | Domicile                                     | Extérieur                                    |
| ------------------- | -------------------------------------------- | -------------------------------------------- | -------------------------------------------- | -------------------------------------------- | -------------------------------------------- | -------------------------------------------- | -------------------------------------------- |
| Boston              | 87-117                                       |                                              | 98-128                                       | 116-117                                      | Denver                                       | 113-121                                      | 112-125                                      |
| Brooklyn            | 118-111                                      | 115-107                                      | 111-121                                      |                                              | Minnesota                                    | 107-123                                      | 105-111 (OT)                                 |
| New York            | 90-101                                       | 105-113                                      | 95-106                                       | 115-103                                      | Oklahoma City                                | 106-114 (OT)                                 | 119-117                                      |
| Philadelphie        | 111-112                                      | 112-109 (OT)                                 | 103-101                                      | 105-88                                       | Portland                                     | 103-112                                      | 115-109                                      |
| Toronto             | 79-109                                       | 102-94                                       | 114-113                                      | 112-131                                      | Utah                                         | 74-87                                        | 107-114                                      |
|                     | 4–5                                          | 4–5                                          | 4–5                                          | 4–5                                          |                                              | 0–5                                          | 2–3                                          |
| Division            | 8–10                                         | 8–10                                         | 8–10                                         | 8–10                                         | Division                                     | 2–8                                          | 2–8                                          |
| Division Centrale   | Division Centrale                            | Division Centrale                            | Division Centrale                            | Division Centrale                            | Division Pacifique                           | Division Pacifique                           | Division Pacifique                           |
| Équipe              | Domicile                                     | Domicile                                     | Extérieur                                    | Extérieur                                    | Équipe                                       | Domicile                                     | Extérieur                                    |
| Chicago             | 92-100                                       | 98-91                                        | 80-112                                       | 75-122                                       | Golden State                                 | 98-118                                       | 92-122                                       |
| Cleveland           | 104-116                                      |                                              | 99-105                                       | 102-122                                      | L.A. Clippers                                | 108-113                                      | 96-105                                       |
| Detroit             | 115-87                                       |                                              | 82-108                                       | 98-92                                        | L.A. Lakers                                  | 109-90                                       | 95-111                                       |
| Indiana             | 88-98                                        | 112-127                                      | 69-89                                        | 104-117                                      | Phoenix                                      | 87-92                                        | 109-103                                      |
| Milwaukee           | 96-104                                       | 112-96                                       | 89-93                                        |                                              | Sacramento                                   | 102-94                                       | 115-120                                      |
|                     | 3–5                                          | 3–5                                          | 1–8                                          | 1–8                                          |                                              | 2–3                                          | 1–4                                          |
| Division            | 4–13                                         | 4–13                                         | 4–13                                         | 4–13                                         | Division                                     | 3–7                                          | 3–7                                          |
| Division Sud-Est    | Division Sud-Est                             | Division Sud-Est                             | Division Sud-Est                             | Division Sud-Est                             | Division Sud-Ouest                           | Division Sud-Ouest                           | Division Sud-Ouest                           |
| Équipe              | Domicile                                     | Domicile                                     | Extérieur                                    | Extérieur                                    | Équipe                                       | Domicile                                     | Extérieur                                    |
| Atlanta             | 92-111                                       | 105-86                                       | 131-120                                      | 86-113                                       | Dallas                                       | 95-87                                        | 80-112                                       |
| Charlotte           | 101-120                                      | 102-109                                      | 88-109                                       | 81-121                                       | Houston                                      | 93-100                                       | 104-128                                      |
| Miami               | 86-108                                       | 110-99                                       | 136-130 (2OT)                                | 116-107                                      | Memphis                                      | 112-102                                      | 94-95                                        |
|                     |                                              |                                              |                                              |                                              | New Orleans                                  | 89-82                                        | 98-118                                       |
| Washington          | 91-94                                        | 88-86                                        | 124-116                                      | 114-115                                      | San Antonio                                  | 79-107                                       | 95-83                                        |
|                     | 3–5                                          | 3–5                                          | 4–4                                          | 4–4                                          |                                              | 3–2                                          | 1–4                                          |
| Division            | 7–9                                          | 7–9                                          | 7–9                                          | 7–9                                          | Division                                     | 4–6                                          | 4–6                                          |
| Conférence          | 19–32 (Domicile : 10–15 ; Extérieur : 9–17)  | 19–32 (Domicile : 10–15 ; Extérieur : 9–17)  | 19–32 (Domicile : 10–15 ; Extérieur : 9–17)  | 19–32 (Domicile : 10–15 ; Extérieur : 9–17)  | Conférence                                   | 9–21 (Domicile : 5–10 ; Extérieur : 4–11)    | 9–21 (Domicile : 5–10 ; Extérieur : 4–11)    |
| Total               | 28–53 (Domicile : 15–25 ; Extérieur : 13–28) | 28–53 (Domicile : 15–25 ; Extérieur : 13–28) | 28–53 (Domicile : 15–25 ; Extérieur : 13–28) | 28–53 (Domicile : 15–25 ; Extérieur : 13–28) | 28–53 (Domicile : 15–25 ; Extérieur : 13–28) | 28–53 (Domicile : 15–25 ; Extérieur : 13–28) | 28–53 (Domicile : 15–25 ; Extérieur : 13–28) |

## Effectif actuel
| Magic d'Orlando Effectif actuel |    |                                                |                    |                     |
| Entraîneur: Frank Vogel         |    |                                                |                    |                     |
| Meneur                          | 14 | Drapeau des États-Unis                         | D. J. Augustin     | Texas               |
| Ailier fort, pivot              | 11 | Drapeau de la république démocratique du Congo | Bismack Biyombo    | RD Congo            |
| Arrière                         | 10 | Drapeau de la France                           | Evan Fournier      | France              |
| Ailier fort                     | 00 | Drapeau des États-Unis                         | Aaron Gordon       | Arizona             |
| Ailier, Ailier fort             | 34 | Drapeau des États-Unis                         | Jeff Green         | Georgetown          |
| Arrière, Ailier                 | 8  | Drapeau de la Croatie                          | Mario Hezonja      | Croatie             |
| Ailier fort                     | 7  | Drapeau de l'Espagne                           | Serge Ibaka        | RD Congo            |
| Ailier fort                     | 2  | Drapeau des États-Unis                         | Cliff Alexander    | Kansas              |
| Arrière                         | 20 | Drapeau des États-Unis                         | Jodie Meeks        | Kentucky            |
| Meneur                          | 4  | Drapeau des États-Unis                         | Elfrid Payton      | Louisiana Lafayette |
| Pivot, Ailier fort              | 9  | Drapeau du Monténégro                          | Nikola Vučević (C) | Southern California |
| Meneur                          | 32 | Drapeau des États-Unis                         | C. J. Watson       | Tennessee           |
| Pivot                           | 33 | Drapeau des États-Unis                         | Stephen Zimmerman  | UNLV                |
| Ailier                          | 3  | Drapeau de la Croatie                          | Damjan Rudež       | Croatie             |
| Arrière                         | 23 | Drapeau des États-Unis                         | C. J. Wilcox       | Washington          |
| (C) Capitaine - Blessé          |    |                                                |                    |                     |

## Contrats et salaires 2016-2017
| Joueur            | Poste      | Âge        | Exp        | Contrat                | Salaire 2016-2017 | Fin du contrat |
| ----------------- | ---------- | ---------- | ---------- | ---------------------- | ----------------- | -------------- |
| Joueurs actuels   |            |            |            |                        |                   |                |
| D. J. Augustin    | PG         | 28         | 8          | 29 000 000 $ sur 4 ans | 7 250 000 $       | 2020           |
| Bismack Biyombo   | PF         | 23         | 5          | 72 000 000 $ sur 4 ans | 17 000 000 $      | 2020           |
| Evan Fournier     | SG         | 24         | 4          | 85 000 000 $ sur 5 ans | 17 000 000 $      | 2021           |
| Aaron Gordon      | PF         | 21         | 2          | 12 515 040 $ sur 3 ans | 4 351 320 $       | 2017 (T)       |
| Jeff Green        | SF         | 29         | 8          | 15 000 000 $ sur 1 an  | 15 000 000 $      | 2017           |
| Mario Hezonja     | SF         | 21         | 1          | 7 651 320 $ sur 2 ans  | 3 909 840 $       | 2017 (T)       |
| Serge Ibaka       | PF         | 26         | 7          | 49 400 000 $ sur 4 ans | 12 250 000 $      | 2017           |
| Roy Devyn Marble  | SF         | 24         | 2          | 2 710 369 $ sur 3 ans  | 980,431 $*        | 2017           |
| Jodie Meeks       | SG         | 28         | 7          | 18 810 000 $ sur 3 ans | 6 540 000 $       | 2017           |
| Elfrid Payton     | PG         | 22         | 2          | 7 517 160 $ sur 3 ans  | 2 613 600 $       | 2017 (T)       |
| Nikola Vučević    | C          | 26         | 5          | 53 000 000 $ sur 4 ans | 11 750 000 $      | 2019           |
| C. J. Watson      | PG         | 32         | 9          | 15 000 000 $ sur 3 ans | 5 000 000 $       | 2018           |
| Stephen Zimmerman | C          | 19         | 0          | 2 978 250 $ sur 3 ans  | 950,000 $         | 2019           |
| Joueurs coupés    |            |            |            |                        |                   |                |
|                   |            |            |            |                        |                   |                |
| Total             | Total      | Total      | Total      | Total                  | 104 595 191 $     | Différence     |
| Salary Cap        | Salary Cap | Salary Cap | Salary Cap | Salary Cap             | 94 143 000 $      | - 10 452 191 $ |
| Luxury Tax        | Luxury Tax | Luxury Tax | Luxury Tax | Luxury Tax             | 113 287 000 $     | 8 691 809 $    |

- 2017 = Joueur agent libre en fin de saison.
- 2017 = Agent libre restreint en fin de saison.
- 2017 (T) = Joueur ayant une option d'équipe en fin de saison.
- *Contrat non garanti.

## Transferts

### Échanges
| Juin           | Juin                                                                                         | Juin                                                                                    | Juin                   |
| -------------- | -------------------------------------------------------------------------------------------- | --------------------------------------------------------------------------------------- | ---------------------- |
| 23 juin 2016   | Échange à deux équipes                                                                       | Échange à deux équipes                                                                  | Échange à deux équipes |
| 23 juin 2016   | Vers Thunder d'Oklahoma City - Ersan İlyasova - Victor Oladipo - Droits sur Domantas Sabonis | Vers Magic d'Orlando - Serge Ibaka                                                      | [ 2 ]                  |
| 23 juin 2016   | Échange à deux équipes                                                                       |                                                                                         |                        |
| 23 juin 2016   | Vers Magic d'Orlando - Compensation financière - Second tour de draft 2019                   | Vers Trail Blazers de Portland - Droits sur le 47e choix de la Draft 2016 : Jake Layman | [ 3 ]                  |
| 29 juin 2016   | Échange à deux équipes                                                                       | Échange à deux équipes                                                                  | Échange à deux équipes |
| 29 juin 2016   | Vers Pistons de Détroit - Second tour de draft 2019                                          | Vers Magic d'Orlando - Jodie Meeks                                                      | [ 4 ]                  |
| Juillet        |                                                                                              |                                                                                         |                        |
| 7 juillet 2016 | Échange à deux équipes                                                                       | Échange à deux équipes                                                                  | Échange à deux équipes |
| 7 juillet 2016 | Vers Trail Blazers de Portland - Shabazz Napier                                              | Vers Magic d'Orlando - Compensation financière                                          | [ 5 ]                  |

### Joueurs qui re-signent
| Joueur        | Contrat                           | Référence |
| ------------- | --------------------------------- | --------- |
| Evan Fournier | Contrat de 85 000 000 $ sur 5 ans | [ 6 ]     |

#### Options joueur et équipe
| Joueur           | Option                                                                                              |
| ---------------- | --------------------------------------------------------------------------------------------------- |
| Andrew Nicholson | Orlando décline la Qualifying Offer de 3 400 000 $ pour la saison 2016-2017 et devient agent libre. |
| Dewayne Dedmon   | Orlando retire la Qualifying Offer et devient agent libre.                                          |

### Arrivés
| Joueur                                   | Contrat                           | Provenance              | Référence |
| ---------------------------------------- | --------------------------------- | ----------------------- | --------- |
| D. J. Augustin                           | Contrat de 29 000 000 $ sur 4 ans | Nuggets de Denver       | [ 7 ]     |
| Bismack Biyombo                          | Contrat de 72 000 000 $ sur 4 ans | Raptors de Toronto      | [ 8 ]     |
| Jeff Green                               | Contrat de 15 000 000 $ sur 1 an  | Clippers de Los Angeles | [ 9 ]     |
| Stephen Zimmerman (Draft 2016, choix 41) | Contrat de 2 980 000 $ sur 3 ans  | Rebels d'UNLV           | [ 10 ]    |

### Départs
| Joueur           | Raison départ | Nouvelle équipe ¹     | Référence |
| ---------------- | ------------- | --------------------- | --------- |
| Andrew Nicholson | Agent libre   | Wizards de Washington | [ 11 ]    |
| Jason Smith      | Agent libre   | Wizards de Washington | [ 12 ]    |

¹ Il s'agit de l’équipe pour laquelle le joueur a signé après son départ, il a pu entre-temps changer d'équipe ou encore de pays.